# 沙煲暗罗
沙煲暗罗（学名：Polyalthia consanguinea）是番荔枝科暗罗属的植物，为中国的特有植物。分布在中国大陆的海南等地，生长于海拔500米至1,100米的地区，多生长于山地密林中，目前尚未由人工引种栽培。

## 别名
山蕉树（海南儋县）；血春藤、滑桃（海南万宁）